# エルベ級支援母艦
エルベ級支援母艦（ドイツ語: Tender Elbe-Klasse; Tender Klasse 404とも）は、ドイツ海軍の補給艦・母艦である。6隻が建造された。

## 概要
ドイツ海軍が多数運用する掃海艇、ミサイル艇、そして潜水艦などの小規模艦艇に対する補給艦としての役割を担うほか、艦艇の小規模な修理や、負傷者病人の収容が役目である。この支援艦の存在によって艦艇は帰港することなく出動海域において連続的に任務を遂行できる。
燃料、真水、弾薬、物資を搭載し、また逆に相手から廃棄物や廃油を回収する。
ヘリコプター甲板のほか、人員収容スペースと医療設備も有するが、通常、軍医は乗艦していない。
支援艦艇として海外派遣も多い。エルベ級は補給艦として一まとめに運用されるのではなく掃海艇隊やミサイル艇隊の各隊に分散配置されており、相手の艦種に応じて一部の設備を変換する。とくに潜水母艦となるときにはそうである。20mm機関砲はMLG-27 27mm機関砲へ置き換えられる予定。

## 同型艦
| #    | 艦名           | 起工            | 就役            | 配属              | 退役 |
| ---- | -------------- | --------------- | --------------- | ----------------- | ---- |
| A511 | エルベ Elbe    | 1992年 5月11日  | 1993年 1月28日  | 第7高速艇戦隊     |      |
| A512 | モーゼル Mosel | 1992年 2月29日  | 1993年 7月1日   | 第5掃海艇戦隊     |      |
| A513 | ライン Rhein   | 1992年 10月7日  | 1993年 9月1日   | 第3掃海艇戦隊     |      |
| A514 | ヴェラ Werra   | 1992年 11月11日 | 1993年 12月9日  | 第3掃海艇戦隊     |      |
| A515 | マイン Main    | 1992年 8月3日   | 1994年 6月10日  | 第1潜水艦戦隊     |      |
| A516 | ドナウ Donau   | 1993年 6月25日  | 1994年 11月15日 | 第1コルベット戦隊 |      |